# Astralium semicostatum
Astralium semicostatumlà một loài ốc biển thuộc họ Turbinidae. 

## Mô tả
Kích thước vỏ của loài này thay đổi từ 25 mm đến 40 mm. 

## Phân bổ
Loài ốc biển xuất hiện ngoài khơi Đông Nam Á.